# Alessandro Tonucci
Alessandro Tonucci (Fano, 23 aprile 1993) è un pilota motociclistico italiano.

## Carriera
Nel 2007 esordisce nella classe 125 del campionato italiano: disputa una gara a Misano classificandosi diciottesimo. Corre nuovamente nella classe 125 del campionato Italiano Velocità fra il 2008 e il 2010, giungendo 14º nel 2008, 2º nel 2009 e 3º nel 2010. Nel 2009 inoltre è vice-campione europeo di categoria. Nel frattempo esordisce nel motomondiale nel 2009, correndo nella classe 125 i Gran Premi di Italia, Repubblica Ceca e San Marino in qualità di wildcard a bordo di un'Aprilia, senza ottenere punti. Nel 2010 corre i Gran Premi di Italia, Repubblica Ceca, San Marino e Portogallo sempre come wildcard e ottenendo tre punti. Sempre nel 2010 si classifica al quarto posto nell'europeo classe 125 svoltosi in gara unica ad Albacete.
Nel 2011 corre nel team Italia FMI con una Aprilia RSA 125, con compagno di squadra Luigi Morciano. Ottiene come miglior risultato un decimo posto in Giappone e termina la stagione al 25º posto con 12 punti. In questa stagione è costretto a saltare il Gran Premio del Portogallo per infortunio. Nel 2012 rimane nello stesso team, correndo nella nuova classe Moto3 alla guida di una FTR M312; il compagno di squadra è Romano Fenati. Nel GP del Giappone arriva in terza posizione, realizzando il suo primo podio nel motomondiale. Conclude la stagione al 18º posto con 45 punti.
Nel 2013 passa al team La Fonte Tascaracing che gli affida una FTR M313 (la moto nelle prime tre gare stagionali è stata marchiata, ai fini del campionato costruttori, come Honda); il compagno di squadra è Hyuga Watanabe. Ottiene come miglior risultato un dodicesimo posto in Repubblica Ceca e termina la stagione al 26º posto con 6 punti. In questa stagione è costretto a saltare il Gran Premio della Malesia, d'Australia, Giappone e della Comunità Valenciana per la frattura del polso destro rimediata nelle qualifiche del GP della Malesia.
Nel 2014 passa al team CIP, andando a pilotare una Mahindra MGP3O; il compagno di squadra è Bryan Schouten. Ottiene come miglior risultato un settimo posto in Italia e termina la stagione al 19º posto con 20 punti. Nel 2015 passa al team Outox Reset Drink, alla guida di una Mahindra; il compagno di squadra è Darryn Binder. In questa stagione è costretto a saltare il Gran Premio della Malesia a causa di contusioni rimediate nelle prove libere del GP. Chiude la stagione senza ottenere punti validi per la classifica mondiale.
Nel 2016 passa in Moto2, alla guida della Kalex del team Tasca Racing. Porta a termine le prime sei gare del campionato senza ritiri, ma non prende punti. A partire dal Gran Premio di Catalogna Tonucci viene sostituito da Remy Gardner. Termina la stagione prendendo parte al Campionato Italiano Velocità classe Supersport. In sella ad una Kawasaki ZX-6R conquista undici punti ed il venticinquesimo posto in classifica piloti.

## Risultati nel motomondiale
| 2009 | Classe | Moto    |  |  |  |  |    |  |  |    |  |  |    |  |    |  |  |  |  |  | Punti | Pos. |
| ---- | ------ | ------- |  |  |  |  | -- |  |  | -- |  |  | -- |  | -- |  |  |  |  |  | ----- | ---- |
| 2009 | 125    | Aprilia |  |  |  |  | 26 |  |  | NE |  |  | 23 |  | 29 |  |  |  |  |  | 0     |      |

| 2010 | Classe | Moto    |  |  |  |    |  |  |  |  |    |    |  |    |  |  |  |  |    |  | Punti | Pos. |
| ---- | ------ | ------- |  |  |  | -- |  |  |  |  | -- | -- |  | -- |  |  |  |  | -- |  | ----- | ---- |
| 2010 | 125    | Aprilia |  |  |  | 18 |  |  |  |  | NE | 18 |  | 20 |  |  |  |  | 13 |  | 3     | 26º  |

| 2011 | Classe | Moto    |    |    |    |    |    |    |    |    |    |    |    |    |    |    |    |    |    |    | Punti | Pos. |
| ---- | ------ | ------- | -- | -- | -- | -- | -- | -- | -- | -- | -- | -- | -- | -- | -- | -- | -- | -- | -- | -- | ----- | ---- |
| 2011 | 125    | Aprilia | 22 | 19 | NP | 26 | 29 | 20 | 23 | 20 | 25 | NE | 19 | 23 | 17 | 14 | 10 | 16 | 15 | 13 | 12    | 25º  |

| 2012 | Classe | Moto      |     |    |    |    |    |    |    |    |    |    |    |    |    |    |   |    |   |    | Punti | Pos. |
| ---- | ------ | --------- | --- | -- | -- | -- | -- | -- | -- | -- | -- | -- | -- | -- | -- | -- | - | -- | - | -- | ----- | ---- |
| 2012 | Moto3  | FTR Honda | Rit | 11 | 18 | 14 | 28 | 16 | 22 | 16 | 16 | NE | 15 | 10 | 17 | 12 | 3 | 17 | 7 | 14 | 45    | 18º  |

| 2013 | Classe | Moto              |    |    |    |    |     |    |    |    |    |     |    |     |    |    |    |     |     |     | Punti | Pos. |
| ---- | ------ | ----------------- | -- | -- | -- | -- | --- | -- | -- | -- | -- | --- | -- | --- | -- | -- | -- | --- | --- | --- | ----- | ---- |
| 2013 | Moto3  | Honda e FTR Honda | 18 | 18 | 18 | 14 | Rit | 16 | 25 | 26 | NE | Rit | 12 | Rit | 16 | 27 | NP | Inf | Inf | Inf | 6     | 26º  |

| 2014 | Classe | Moto     |    |    |    |    |     |   |    |    |    |     |    |    |    |     |    |    |    |    | Punti | Pos. |
| ---- | ------ | -------- | -- | -- | -- | -- | --- | - | -- | -- | -- | --- | -- | -- | -- | --- | -- | -- | -- | -- | ----- | ---- |
| 2014 | Moto3  | Mahindra | 21 | 16 | 13 | 18 | Rit | 7 | 13 | 26 | 16 | Rit | 21 | 22 | 18 | Rit | 15 | 14 | 14 | 21 | 20    | 19º  |

| 2015 | Classe | Moto     |    |    |    |     |     |    |    |    |    |    |    |     |    |    |     |    |    |     | Punti | Pos. |
| ---- | ------ | -------- | -- | -- | -- | --- | --- | -- | -- | -- | -- | -- | -- | --- | -- | -- | --- | -- | -- | --- | ----- | ---- |
| 2015 | Moto3  | Mahindra | 25 | 21 | 25 | Rit | Rit | 19 | 17 | 21 | 24 | 16 | 25 | Rit | 22 | 23 | Rit | 16 | NP | Rit | 0     |      |

| 2016 | Classe | Moto  |    |    |    |    |    |    |  |  |  |  |  |  |  |  |  |  |  |  | Punti | Pos. |
| ---- | ------ | ----- | -- | -- | -- | -- | -- | -- |  |  |  |  |  |  |  |  |  |  |  |  | ----- | ---- |
| 2016 | Moto2  | Kalex | 21 | 27 | 24 | 19 | 22 | 25 |  |  |  |  |  |  |  |  |  |  |  |  | 0     |      |

| Legenda | 1º posto        | 2º posto            | 3º posto            | A punti      | Senza punti        | Grassetto – Pole position Corsivo – Giro più veloce |
| Legenda | Gara non valida | Non qual./Non part. | Ritirato/Non class. | Squalificato | '-' Dato non disp. | Grassetto – Pole position Corsivo – Giro più veloce |